# Pötzschker Mark

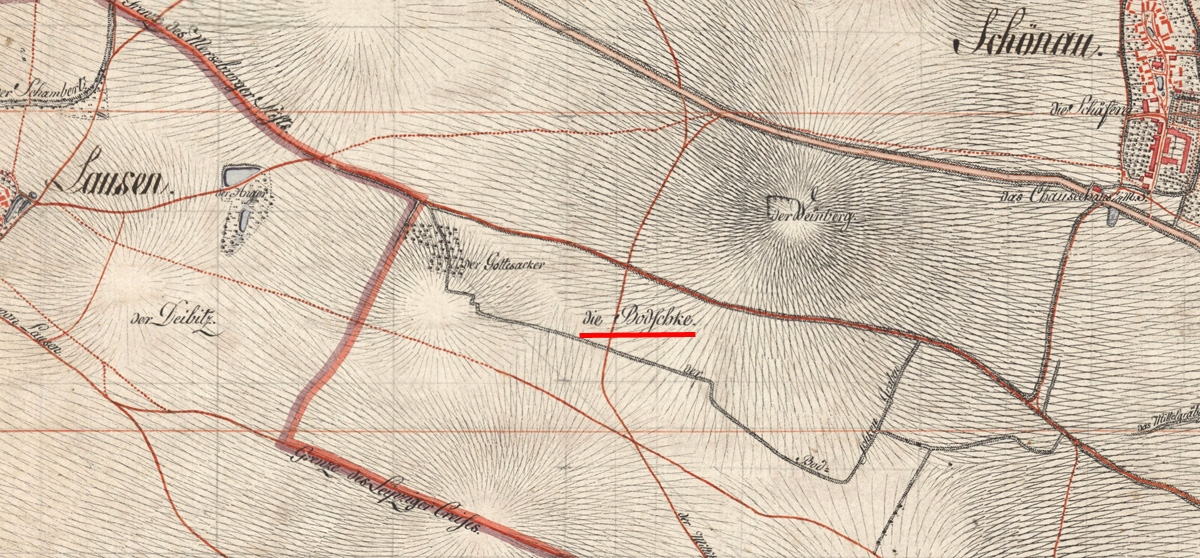
Die Pötzschker Mark als „die Bodschke“ auf einer Karte von 1800

Die Pötzschker Mark war ein Flurbereich im Südwesten Leipzigs zwischen den Dörfern Schönau, Lausen und Kleinzschocher, die sämtlich jetzt Stadtteile Leipzigs sind.
Es kommen auch die Namen Botzschke, Bodschke, Potzschkau und Pötzsche vor. Der Name stammt wahrscheinlich vom altsorbischen Potočk kleiner Bach, zu
potok Bach, also Siedlung am Bächlein. Es ist zu vermuten, dass früher hier ein wüst gefallenes Dorf war, da der in der Nähe liegende Gottesacker auf manchen Karten auch „der Gottesacker die Bodschke“ bezeichnet wird. Der Name stammt vermutlich von dem am Südrand der Mark verlaufenden Bach Potschke oder auch Bodschengraben, der als Feldwasser parallel zur Alten Salzstraße verlief und in Richtung Lindenau entwässerte.
Urkundlich erwähnt wurde die Pötzschker Mark unter anderem, als der Rat der Stadt Leipzig am 3. Juni 1612 99½ Acker der „Flur Pötzschke“ an den Bürgermeister Theodor Möstel, den späteren Besitzer von Schönau, verkaufte.
Heute ist das Gebiet im Wesentlichen vom Ortsteil Grünau-Siedlung überbaut. Der Poetzschkegraben wird mit 980 Meter Länge und „teilweise wasserführend“ als Gewässer II. Ordnung in Leipzig geführt. Im Neubaugebiet des Ortsteils Grünau-Mitte erinnert seit 1981 die Potzschkaustraße an das südöstlich davon gelegene Flurstück, und im Ortsteil Neulindenau gibt es den Pötzschker Weg.